# Sisteron
Sisteron (in provenzale Sisteroun) è un comune francese di 7 595 abitanti (2019) situato nel dipartimento delle Alpi dell'Alta Provenza della regione della Provenza-Alpi-Costa Azzurra nella valle della Durance.

## Geografia fisica
Sisteron è situato sulle rive del fiume Durance e si trova a 133 km da Marsiglia, a 145 km da Grenoble ed a 180 km da Nizza.
Soprannominato La porta della Provenza, è posto sul confine del Delfinato. Possiede numerosi monumenti tra cui la Cittadella ed una cattedrale del XII secolo. La città è meta di numerosi turisti attirati dal clima mediterraneo, circa 300 giorni di sole all'anno, dal suo patrimonio artistico, dalla possibilità di svolgere sport fluviali e dalla presenza di un aeroporto.

## Storia
La fondazione della città risale a circa 4000 anni fa. Durante la dominazione romana fu un importante centro, Segustero, posto sulla via Domizia che collegava l'Italia con la Spagna passando per il delta del Rodano, la Linguadoca e il Rossiglione. Nel VI secolo divenne sede di un vescovado e nell'XI secolo piazzaforte dei conti di Forcalquier.
In seguito passò ai conti di Provenza della quale costituì la frontiera a nord. Nel 1483 passò in eredità a Luigi XI che la ricongiunse al regno di Francia. Dal 1562 al 1594, durante le guerre di religione, cattolici e protestanti si contesero la città e la cittadella. Risale a questo periodo l'attuale sistemazione, ad opera di Jehan Sarrazin della fortezza. Al suo interno fu tenuto prigioniero, nel 1639, per ordine del cardinale Richelieu, il principe Giovanni Casimiro di Polonia.
La cittadella fu ancora usata come prigione durante la seconda guerra mondiale quando vide rinchiusi, dalle truppe di occupazione tedesche, i maquis (partigiani) in attesa di essere deportati; il 15 agosto 1944, in concomitanza dello sbarco alleato in Provenza la città fu bombardata dall'aviazione anglo-americana provocando gravi danni alle abitazioni e alla cittadella e causando un centinaio di morti.
Nel dopoguerra la cittadella è stata completamente restaurata e riportata allo stato originale.

## Monumenti e luoghi d'interesse
- Cattedrale di Notre-Dame-des-Pommiers, romanica, costruita tra la seconda metà del XII secolo e l'inizio del XIII secolo.
- Cittadella di Sisteron, costruita su uno sperone roccioso a strapiombo sulla chiusa della Durance
- Torre dell'Orologio

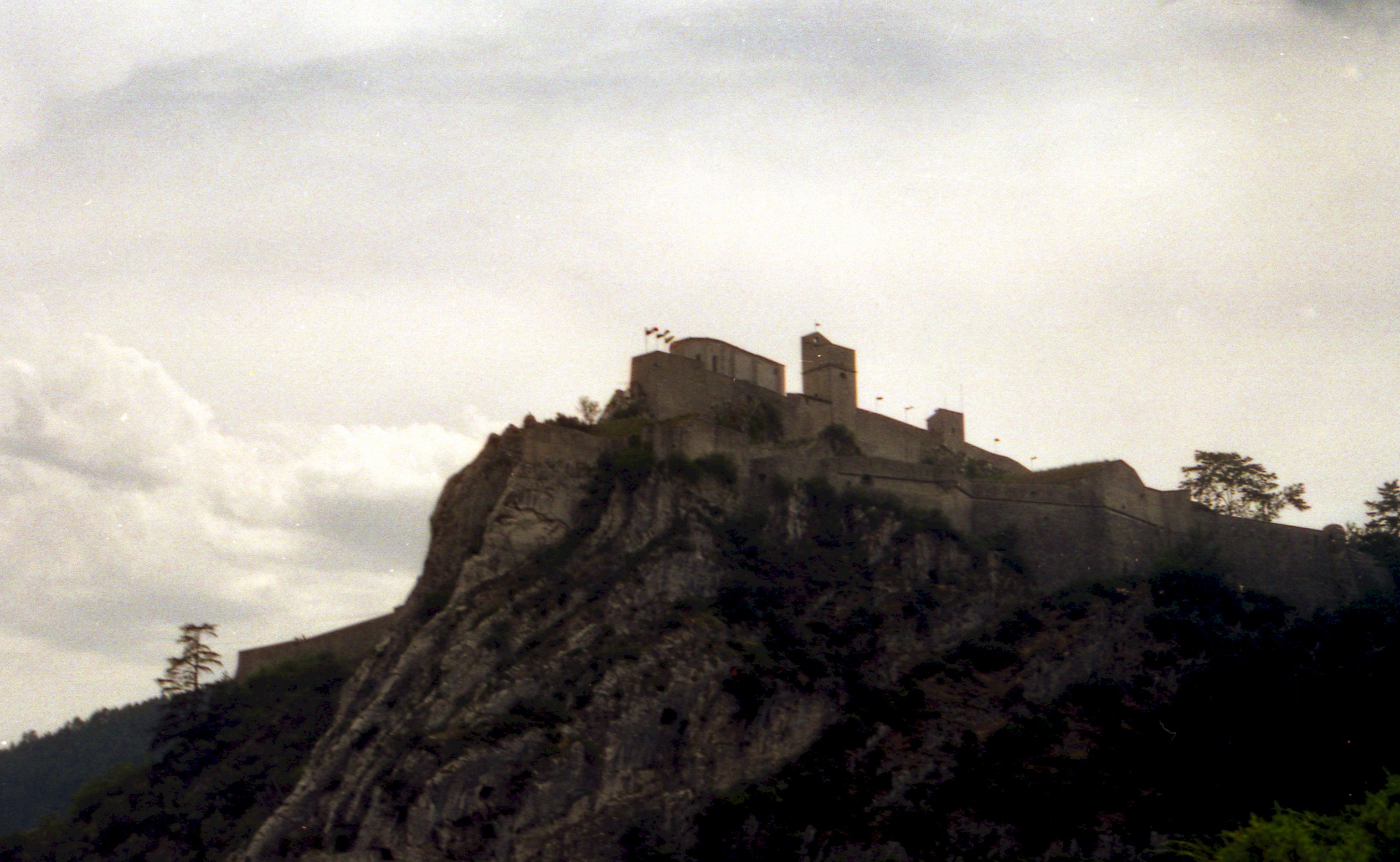
La cittadella
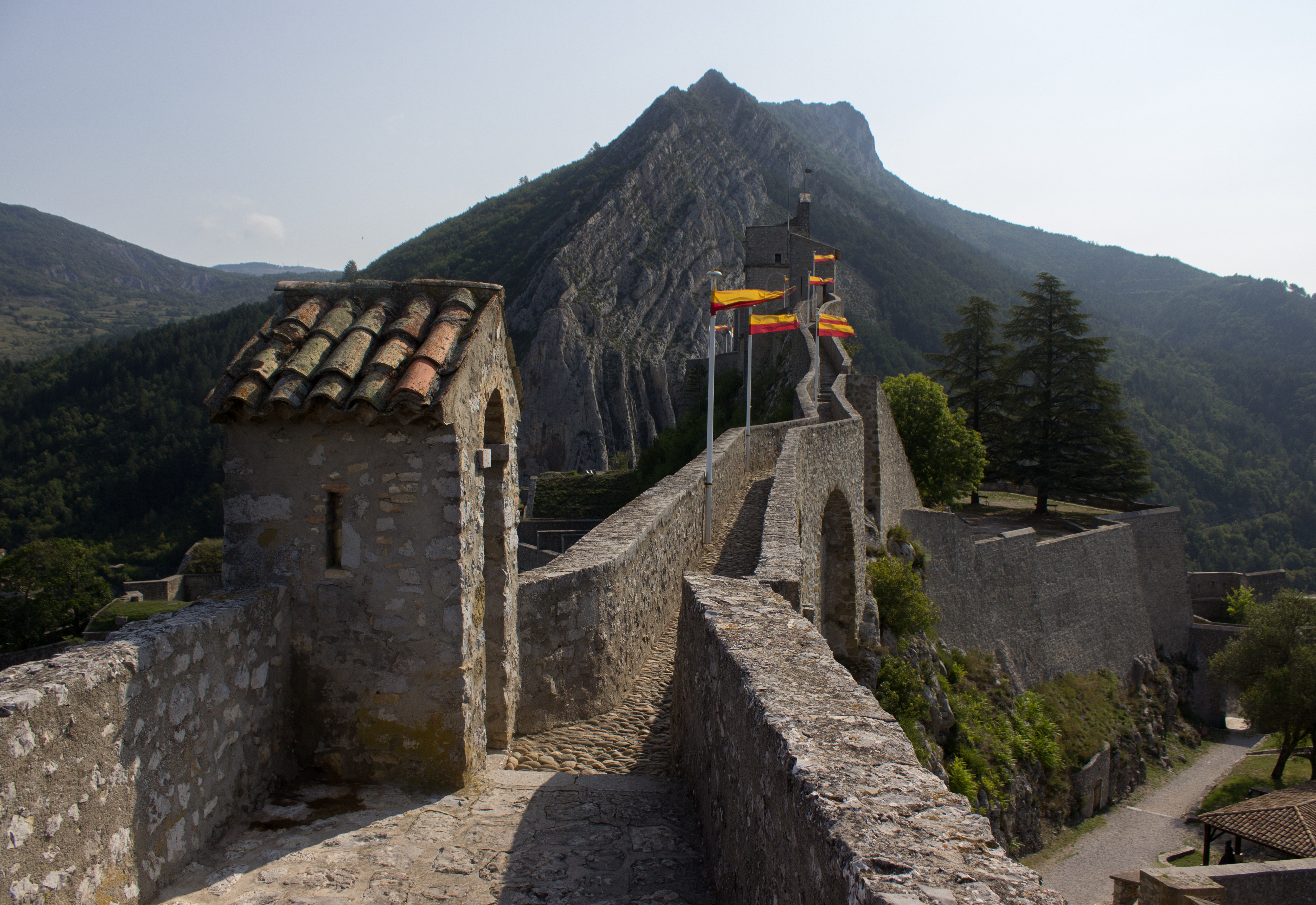
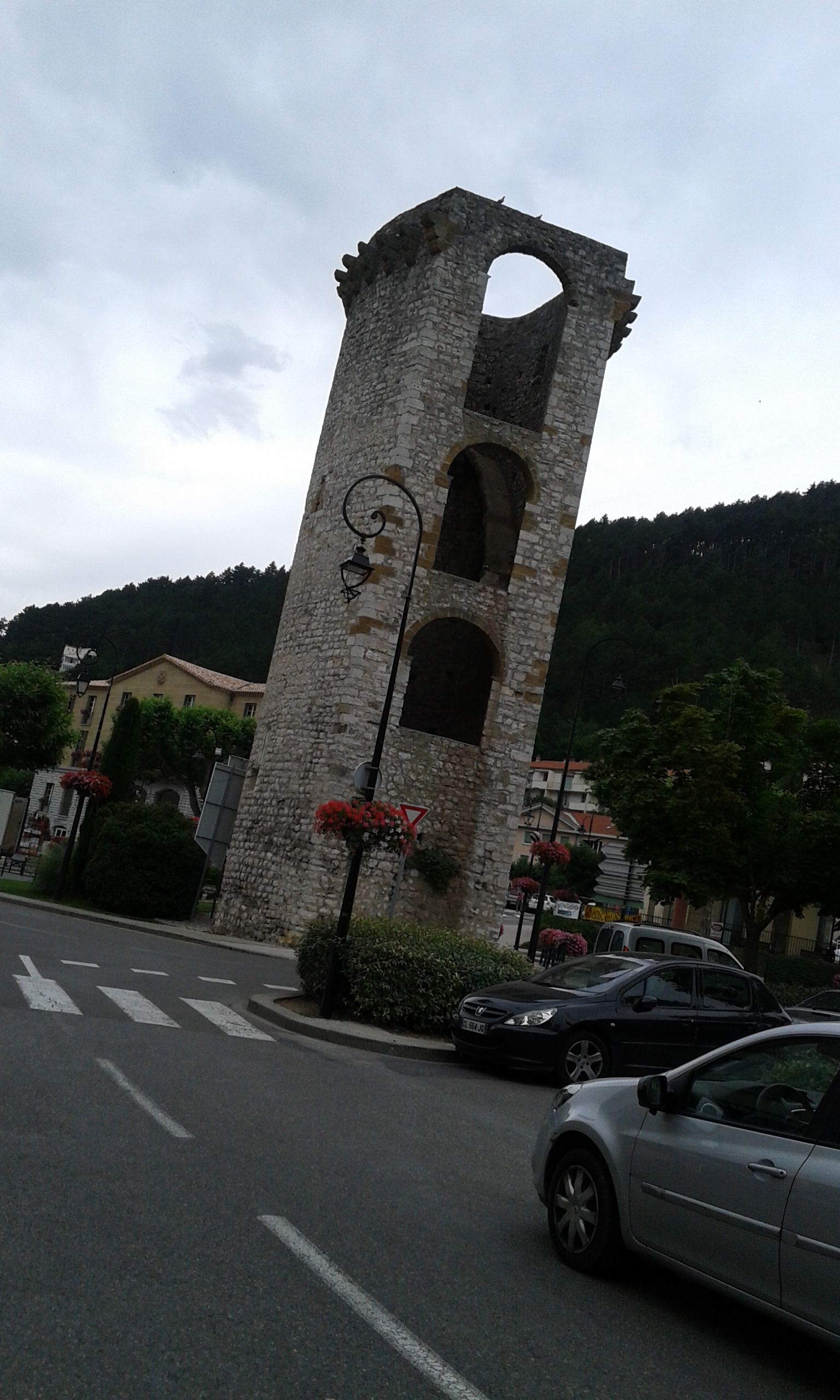
Torre
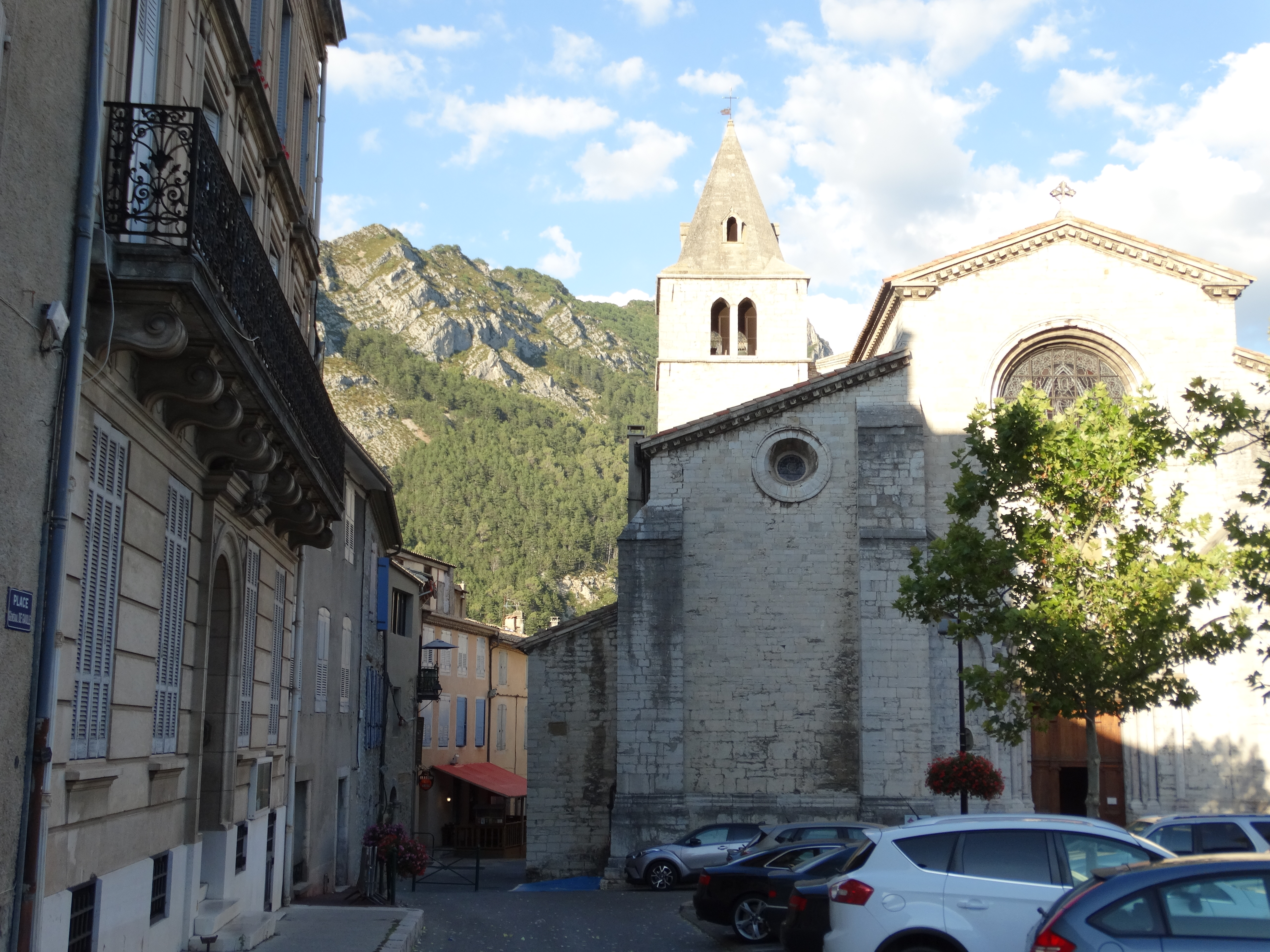
Chiesa della Notre-Dame
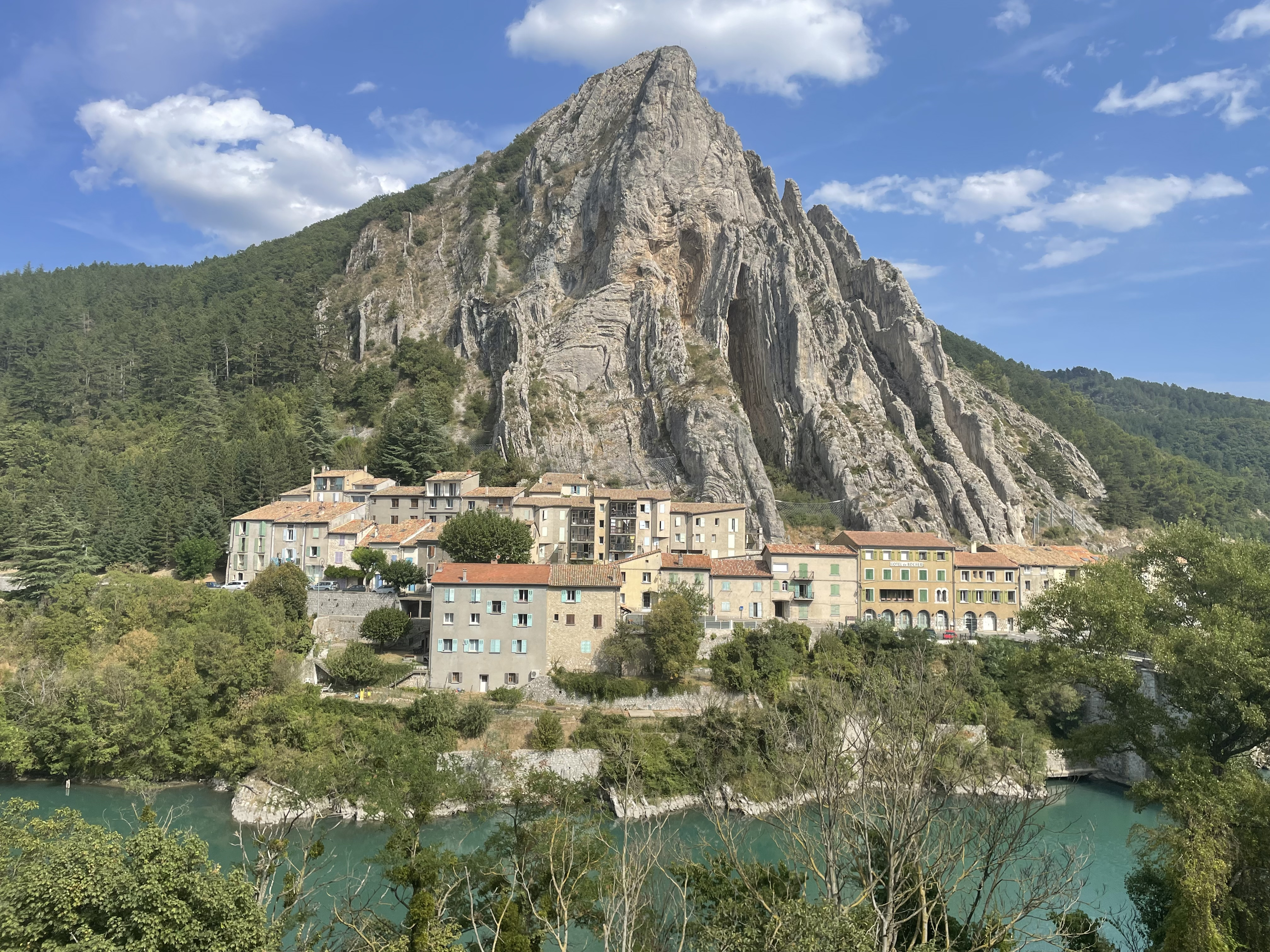
Il rocher de la Baume a Sisteron
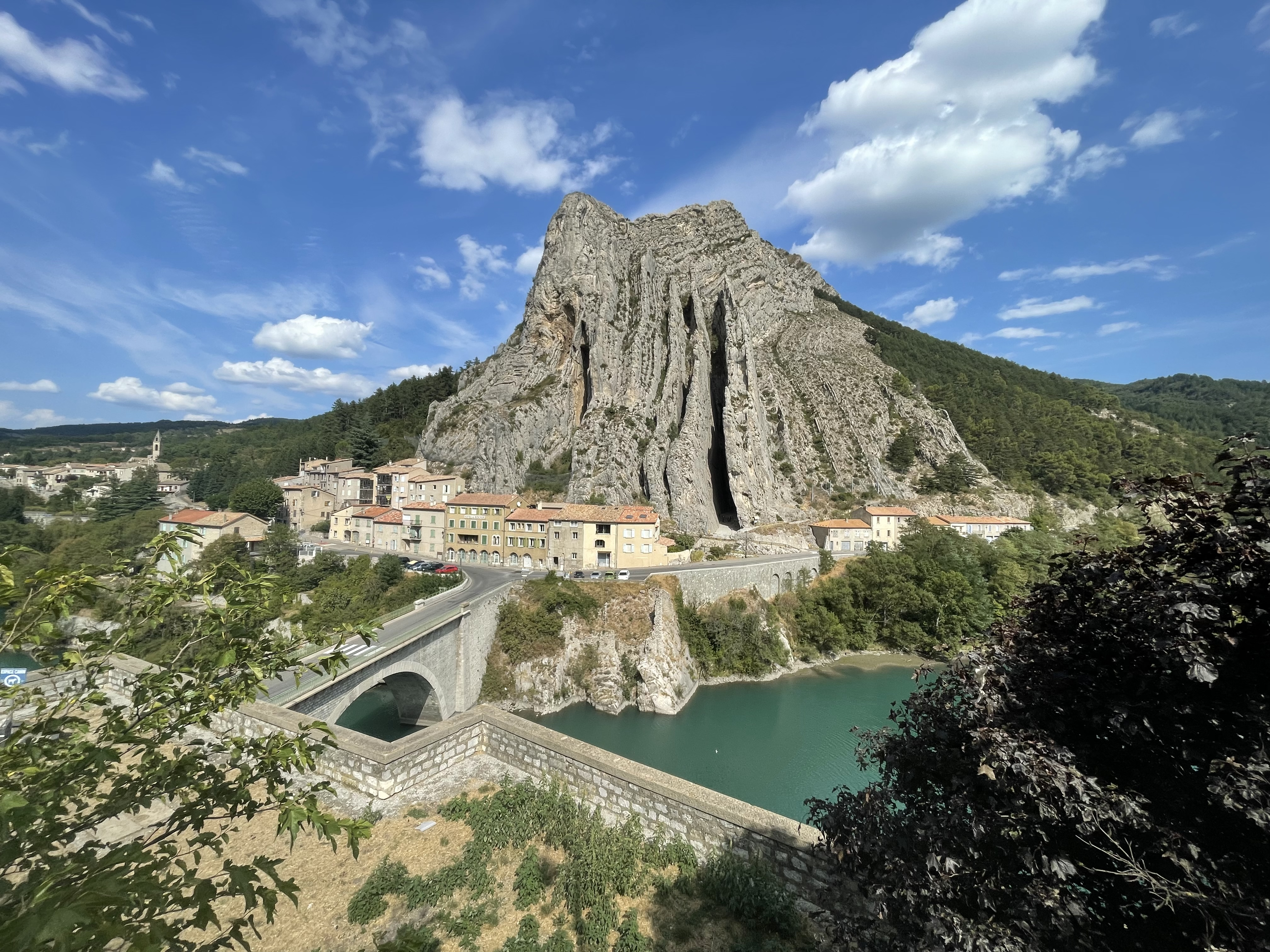
Altra visuale del Rocher de la Baume a Sisteron

## Società

### Evoluzione demografica
Abitanti censiti

## Sport
Sisteron è nota agli appassionati di automobilismo essendo sede di partenza di una delle prove speciali più famose del Rallye Monte-Carlo, la "Sisteron - Thoard"; i 36,60 km della prova sono stati più volte decisivi per la vittoria finale, nel corso dei decenni.

## Infrastrutture e trasporti
La principale via d'accesso a Sisteron è l'Autoroute A51 che unisce la valle della Durance ad Aix-en-Provence e a Marsiglia.
La cittadina è servita da una propria stazione ferroviaria posta lungo la Lione-Marsiglia (via Grenoble).

## Amministrazione

### Gemellaggi
- Oliva,  Spagna
- Fidenza,  Italia